# Samuran
Samuran (gaskognisch gleicher Name) ist eine französische Gemeinde mit 26 Einwohnern (Stand 1. Januar 2022) im Département Hautes-Pyrénées in der Region Okzitanien; sie gehört zum Arrondissement Bagnères-de-Bigorre und zum Gemeindeverband Neste Barousse.

## Geografie
Die Gemeinde Samuran liegt in den Pyrenäen rund 50 Kilometer südöstlich der Stadt Tarbes an der Grenze zum Département Haute-Garonne. Die Gemeinde besteht aus dem Dorf Samuran sowie wenigen Einzelgehöften. Weite Teile an den Berghängen sind bewaldet. Der höchste Punkt der Gemeinde ist ein 1044 m hoher bewaldeter Gipfel in der Montagne de Gert an der südöstlichen Gemeindegrenze. Die Gemeinde liegt an der Straße D 22, wenige Kilometer westlich der Route nationale 125.

## Geschichte
Funde aus gallo-römischer Zeit belegen eine frühe Besiedlung. Der Ort wurde als De Samurano erstmals im Jahr 1387 im Kirchenregister von Comminges erwähnt. Im Mittelalter lag der Ort innerhalb der Grafschaft Barousse in der Region Armagnac, die ein Teil der Provinz Gascogne war. Die Gemeinde gehörte von 1793 bis 1801 zum District La Barthe. Zudem lag Samuran von 1793 bis 2015 im Kanton Mauléon-Barousse. Die Gemeinde ist seit 1801 dem Arrondissement Bagnères-de-Bigorre zugeteilt.

## Bevölkerungsentwicklung
| Jahr                       | 1962 | 1968 | 1975 | 1982 | 1990 | 1999 | 2006 | 2014 | 2020 |
| Einwohner                  | 12   | 10   | 5    | 6    | 12   | 8    | 16   | 27   | 25   |
| Quellen: Cassini und INSEE |      |      |      |      |      |      |      |      |      |

## Sehenswürdigkeiten
- Kirche Saint-Vincent (11. und 12. Jahrhundert), seit 1995 Monument historique[1][2]
- Gedenkplatte für die Gefallenen[3]
- Lavoir (ehemaliges Waschhaus)

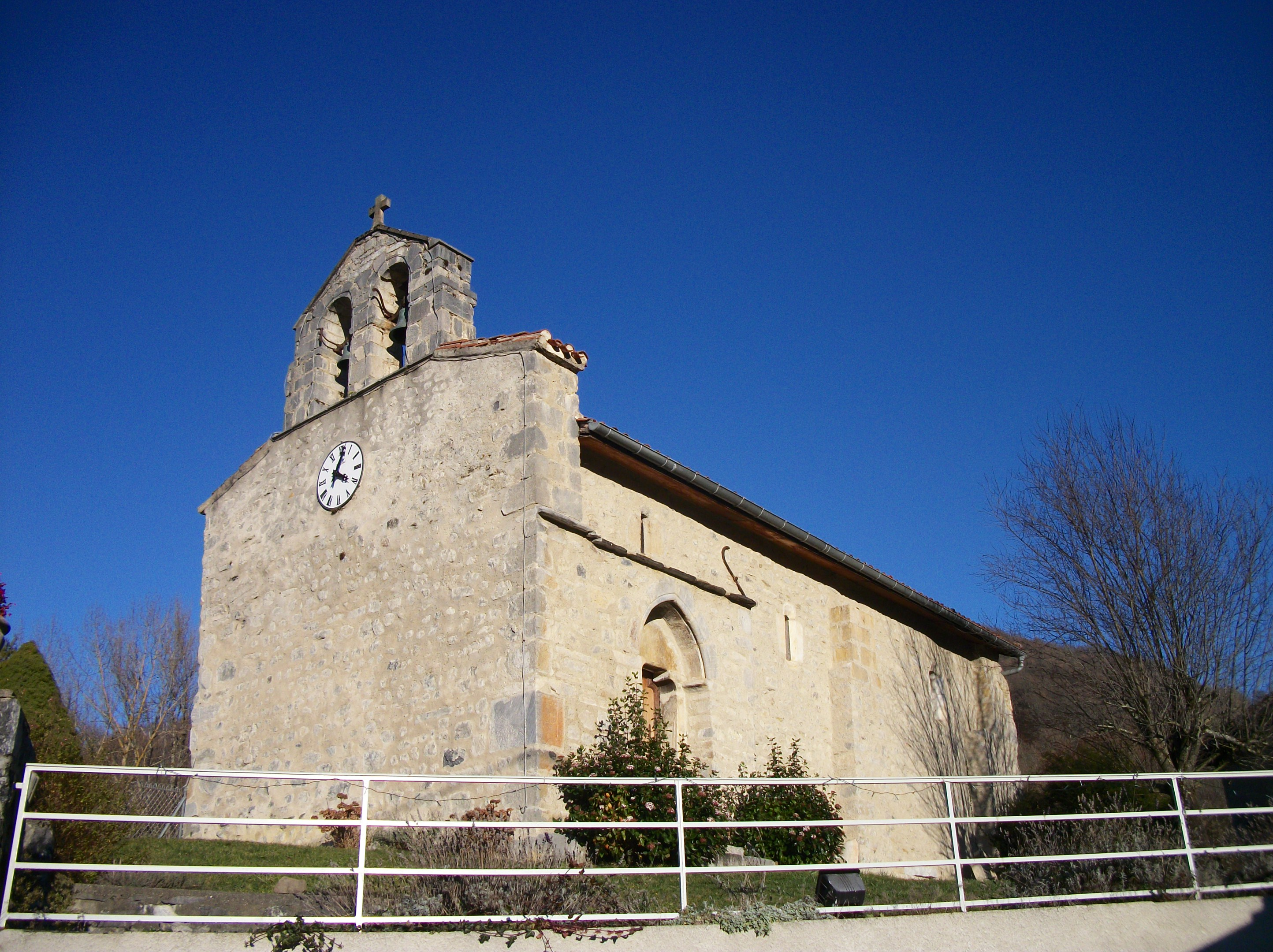
Kirche Saint-Vincent
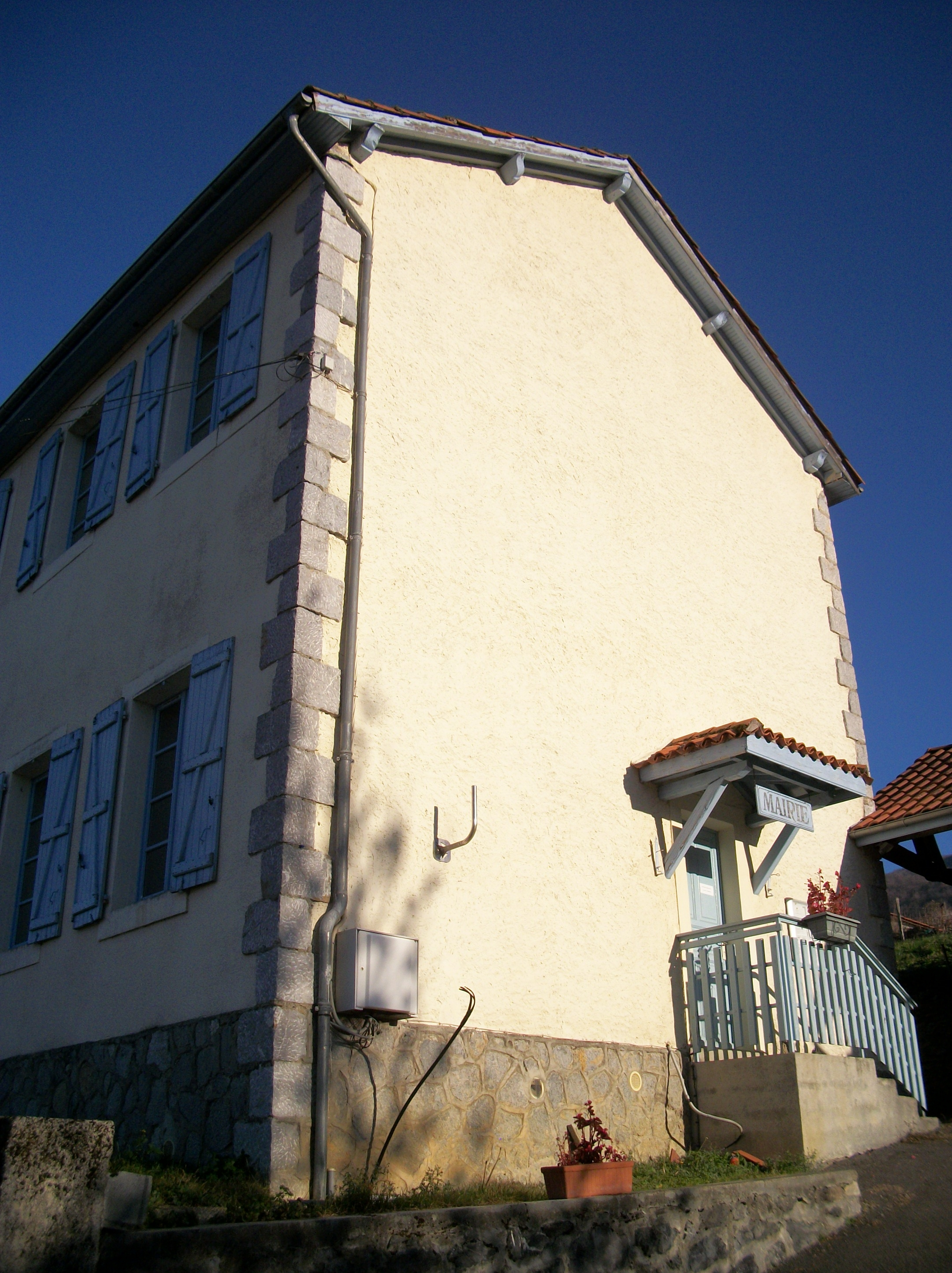
Rathaus (mairie)
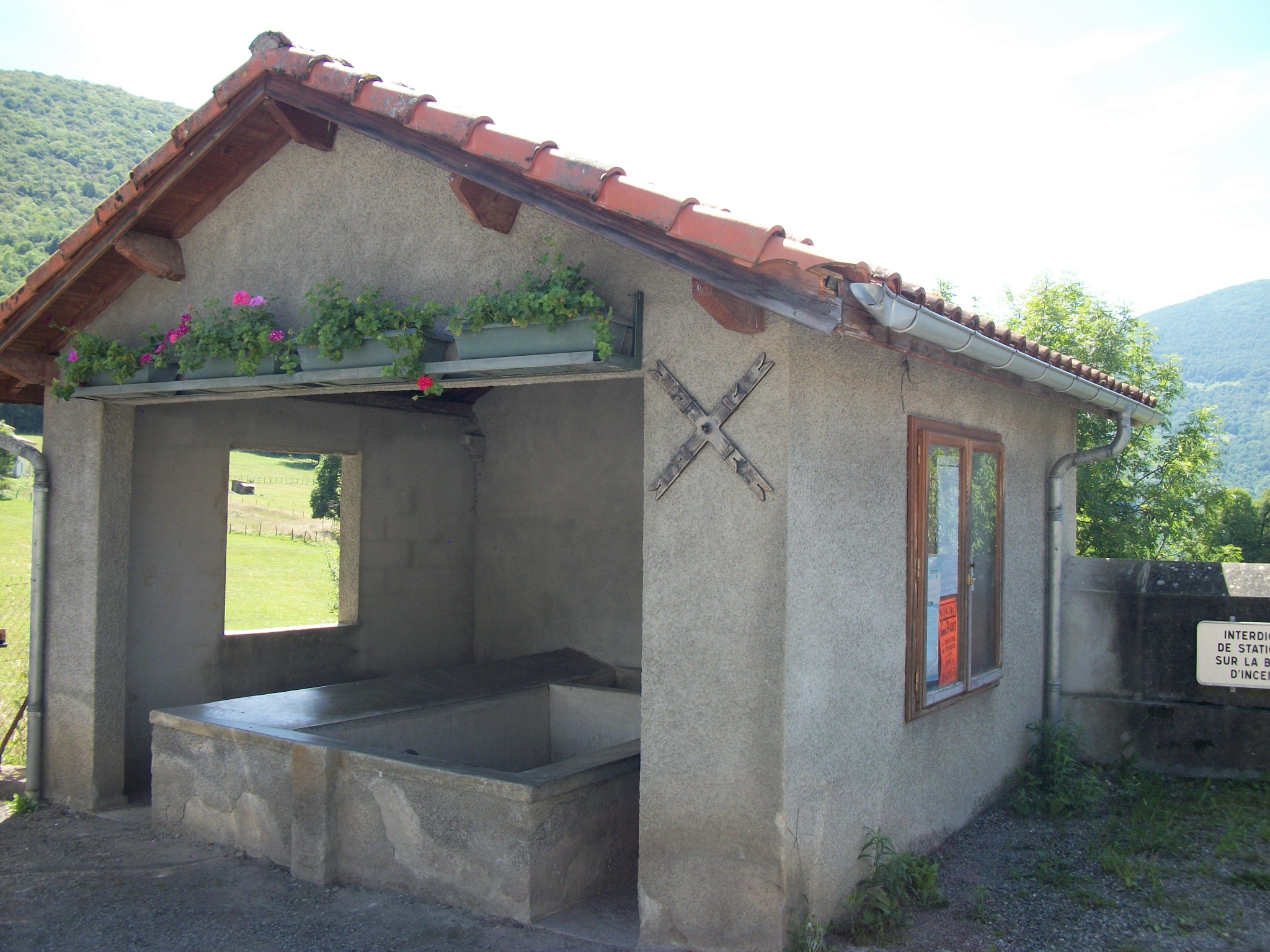
Ehemaliges öffentliches Waschhaus